# Sima Diab
Sima Diab est une photographe et photojournaliste syro-américaine née à Damas en novembre 1979. Elle a couvert la guerre civile dans son pays, la Syrie.
Elle commence la photographie en 2006 et elle est photographe professionnelle depuis 2013. Ses travaux ont été publiés dans les principaux journaux anglophones.

## Études et début de carrière
Sima Diab naît en novembre 1979 à Damas, capitale de la Syrie. Elle étudie aux États-Unis et en Syrie, avant de retourner définitivement au Moyen-Orient en 2002, après avoir terminé ses études universitaires aux États-Unis. Elle commence à voyager avec son appareil photo en 2006 et a visité le Proche-Orient. Elle s'installe en Égypte en 2007 et est basée au Caire,.

## Carrière professionnelle
Ses photographies se concentrent sur des reportages, des documentaires sociaux sur la vie quotidienne et les conditions de vie au sein de la diaspora arabe et dans le monde arabe,.
Sima Diab est reconnue pour ses travaux photographiques, jugés personnels et engagés, sur la révolution et la guerre civile syrienne, centrés sur la vie des civils, la population syrienne. Elle y mêle émotions et mouvements pour transmettre sa propre expérience des faits. Ses travaux ont été publiés dans les principaux journaux anglophones comme The New York Times, The Guardian ou The Daily Telegraph.
Elle reçoit une bourse du programme de photographie documentaire arabe 2015 du Fonds arabe pour les arts et la culture/ Fonds Prince Claus / Fondation Magnum.
En 2015, elle commence un reportage sur les conditions de vie sur la route migratoire serbo-hongroise, avant que la Hongrie ne ferme ses frontières. Elle y reflète l'urgence de trouver un abri, un nouveau passage frontalier entre la Serbie et la Croatie, la peur et la gêne des migrants. Les images révèlent l'incertitude, ainsi que la nécessité de ses sujets de se construire une autre vie,.
Elle est membre du Frontline Freelance Register et de la National Press Photographers Association (NPPA),, .

## Reconnaissances
Elle remporte le prix James Foley 2016 pour les reportages sur les conflits de la Online News Association.
Elle a remporté le prix Best of Photography 2015 AP32 d'American Photography,.
Elle est lauréate du programme de photographie documentaire arabe 2015 du Fonds arabe pour les arts et la culture (AFAC), du Fonds Prince Claus et de la Fondation Magnum,,,,,.

## Expositions
Principales expositions :
- Viral : la photographie à l'ère de la moyenne sociale, Royaume-Uni
- EverydayClimateChange: Exposition de Milan, Expo 2015 à Milan
- Changement climatique quotidien : Photoville 2015, New York
- Exposition Chemins d'exil. Institut Français d'Espagne 2016, Madrid[4],[5],[12]